# Zelandatonia orion
Zelandatonia orion är en kvalsterart som beskrevs av Cook 1992. Zelandatonia orion ingår i släktet Zelandatonia och familjen Anisitsiellidae. Inga underarter finns listade i Catalogue of Life.